# باول هولم
باول هولم (بالإنجليزية: Paul Hulme)‏ هو لاعب دوري الرغبي بريطاني، ولد في 19 أبريل 1966.